# Condado de Maricopa
O Condado de Maricopa (em inglês:  Maricopa County) é um dos 15 condados do estado americano do Arizona. A sede e cidade mais populosa do condado é Phoenix. Foi fundado em 14 de fevereiro de 1871 e o seu nome provém da tribo ameríndia Maricopa.
Com mais de 4 milhões de habitantes, de acordo com o censo nacional de 2020, é o condado mais populoso do estado e o quarto mais populoso do país. É também o mais densamente povoado do estado. Pouco mais de 60% da população do Arizona vive no Condado de Maricopa.

## Geografia
De acordo com o Departamento do Censo dos Estados Unidos, o condado possui uma área de 23 895,2 km², dos quais 23 832,5 km² estão cobertos por terra e 62,7 km² (0,3%) por água.

## Demografia
Desde 1900, o crescimento populacional médio do condado, a cada dez anos, é de 60,5%.

### Censo 2020
Segundo o censo nacional de 2020, o condado possui uma população de 4 420 568 habitantes e uma densidade populacional de 185,5 hab/km². Seu crescimento populacional na última década foi de 15,8%, fazendo dele o condado com maior crescimento populacional do estado, superior a média estadual de 11,9%. É o condado mais populoso do Arizona e o quarto mais populoso dos Estados Unidos. É também o mais densamente povoado do estado.
Possui 1 812 827 residências que resulta em uma densidade de 76,1 residências/km² e um aumento de 10,6% em relação ao censo anterior. Deste total, 9,3% das unidades habitacionais estão desocupadas. A média de ocupação é de 2,4 pessoas por residência.

### Censo 2010
O condado possui uma população de 3 817 117 habitantes e uma densidade populacional de 160 hab/km² (segundo o censo nacional de 2010).

### Censo 2000
Segundo o censo americano de 2000, o condado possui 3 072 149 habitantes, 1 132 886 residências ocupadas e 763 565 famílias. A densidade populacional do condado é de 129 hab/km². O condado possui no total 1 250 231 residências, que resultam em uma densidade de 52 residências/km². 77,35% da população do condado são brancos (dos quais 66,22% não são hispânicos), 3,75% são afro-americanos, 2,16% são asiáticos, 1,85% são nativos americanos, 0,14% são nativos polinésios, 11,86% são de outras raças e 2,91% são descendentes de duas ou mais raças. 24,85% da população do condado são hispânicos de qualquer raça.
Existem no condado 1 132 886 residências ocupadas, dos quais 33% abrigam pessoas com menos de 18 anos de idade, 51,6% abrigam um casal, 10,7% são famílias com uma mulher sem marido presente como chefe de família, e 32,6% não são famílias. 24,5% de todas as residências ocupadas são habitadas por apenas uma pessoa, e 7,9% das residências ocupadas no condado são habitadas por uma única pessoa com 65 anos ou mais de idade. Em média, cada residência ocupada possui 2,67 pessoas e cada família é composta por 3,21 membros.
27% da população do condado possui menos de 18 anos de idade, 10,2% possuem entre 18 e 24 anos de idade, 31,4% possuem entre 25 e 44 anos de idade, 19,8% possuem entre 45 e 64 anos de idade, e 11,7% possuem 65 anos de idade ou mais. A idade média da população do condado é de 33 anos. Para cada 100 pessoas do sexo feminino existem 100,1 pessoas do sexo masculino. Para cada 100 pessoas do sexo feminino com 18 anos ou mais de idade existem 98,1 pessoas do sexo masculino.
A renda média anual de uma residência ocupada é de 45 358 dólares, e a renda média anual de uma família é de 51 827 dólares. Pessoas do sexo masculino possuem uma renda média anual de 36 858 dólares, e pessoas do sexo feminino, 28 703 dólares. A renda per capita do condado é de 22 251 dólares. 11,7% da população do condado e 8% das famílias do condado vivem abaixo da linha de pobreza. 15,4% das pessoas com 17 anos ou menos de idade e 7,4% das pessoas com 65 anos ou mais de idade estão vivendo abaixo da linha de pobreza.